# Nazionale femminile di pallamano dell'Unione Sovietica
La nazionale di pallamano femminile dell'Unione Sovietica è stata la rappresentativa dell'Unione Sovietica nelle competizioni internazionali di pallamano femminile. La sua attività era gestita dalla Federazione di pallamano dell'Unione Sovietica. La nazionale è stata attiva fino al 1991, anno della dissoluzione dell'Unione Sovietica. Nella sua storia ha vinto per tre volte il campionato mondiale (nel 1982, nel 1986 e nel 1990) e nelle sue tre partecipazioni ai Giochi olimpici ha conquistato l'oro nel 1976 e nel 1980 e il bronzo nel 1988.
La nazionale della Russia è considerata sua successore.

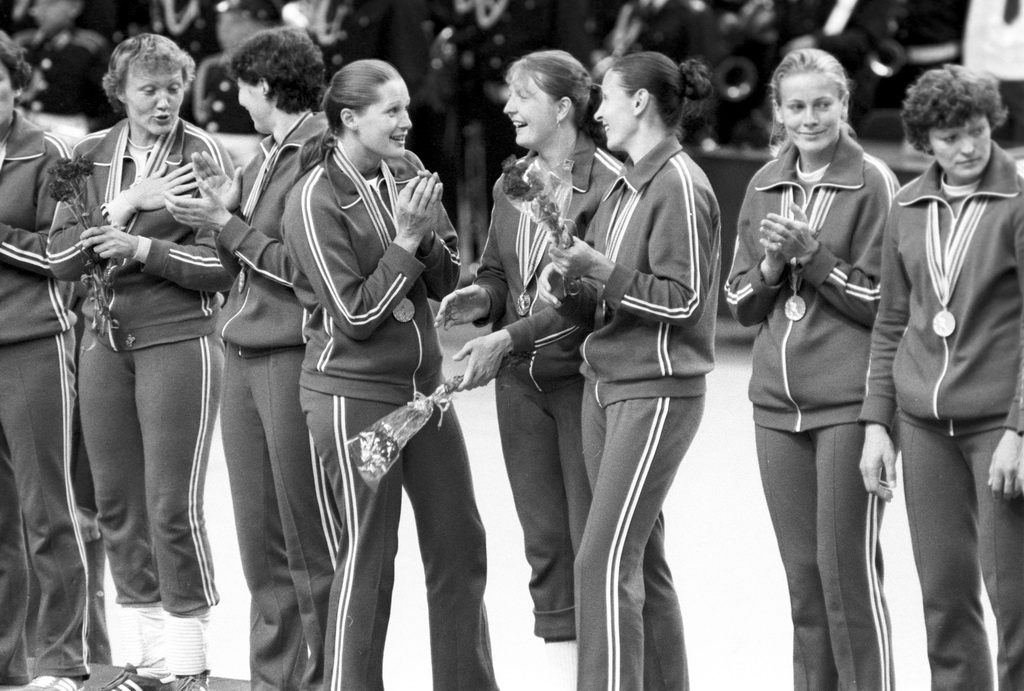
La nazionale vincitrice della medaglia d'oro ai Giochi olimpici di Mosca 1980.

## Palmarès

### Olimpiadi
- (1976, 1980)
- (1988)

### Mondiali
- (1982, 1986, 1990)
- (1975, 1978)
- (1973)

## Partecipazioni ai tornei internazionali
- 1976:  Campione
- 1980:  Campione
- 1984: qualificata, ma boicotta
- 1988:  3º posto

- 1957: non partecipante
- 1962: 6º posto
- 1965: qualificata, ma rinuncia[1]
- 1971: non qualificata
- 1973:  3º posto
- 1975:  2º posto
- 1978:  2º posto
- 1982:  Campione
- 1986:  Campione
- 1990:  Campione